# Lenny Martinez
Lenny Martinez (* 11. Juli 2003 in Cannes) ist ein französischer Radrennfahrer.

## Sportlicher Werdegang
Als Junior machte Martinez in der Saison 2021 durch den Gewinn der Gesamtwertung des Giro della Lunigiana sowie den Gewinn der Bronzemedaille bei den UEC-Straßen-Europameisterschaften im Straßenrennen der Junioren auf sich aufmerksam.
Mit dem Wechsel in die U23 wurde er zur Saison 2022 Mitglied in der Equipe continentale Groupama-FDJ. Beim Giro della Valle d’Aosta 2022 gewann er im Alter von 19 Jahren die Gesamtwertung. Den Giro d’Italia Giovani Under 23 beendete er auf dem dritten Platz der Gesamtwertung und entschied die Bergwertung für sich. Bei der Tour de l’Avenir belegte er als bester Franzose den achten Gesamtrang, ehe er bei der Ronde de l’Isard zwei Etappen gewann und sich die Bergwertung sicherte.
Im August 2022 wurde bekannt, dass Martinez bereits nach einem Jahr zur Saison 2023 zusammen mit sechs weiteren Fahrern vom Nachwuchsteam in das UCI WorldTeam von Groupama-FDJ übernommen wird. Bei seinem ersten Rennen für das Groupama-FDJ, dem Grand Prix Cycliste La Marseillaise, belegte er den achten Rang. Bei seinem ersten WorldTour-Rennen, der Katalonien-Rundfahrt 2023 wurde er Gesamtzwölfter. Wenige Wochen später wurde er Zweiter der Classic Grand Besançon Doubs. Im Juni gewann er mit der Mont Ventoux Dénivelé Challenge sein erstes internationales Eintagesrennen. Auf der sechsten Etappe der Vuelta a España 2023 verpasste er als Tageszweiter knapp einen Etappensieg bei einer Grand Tour. Jedoch übernahm er damit für zwei Tage die Führung in der Gesamtwertung und ist aktuell mit 20 Jahren und 51 Tagen der jüngste Fahrer aller Zeiten, der das Führungstrikot bei einer Vuelta a España trug. Letztendlich beendete er die Rundfahrt als 24. der Gesamtwertung.
Zu Beginn der Saison 2024 gewann er das französische Eintagesrennen der Classic Var auf dem Mont Faron, als er sich auf den letzten Metern an dem siegessicheren Tobias Halland Johannessen vorbeischob. Beim galicischen Etappenrennen Gran Camiño wurde er hinter Jonas Vingegaard Zweiter der Gesamtwertung und entschied die Nachwuchswertung für sich. Wenige Tage später gewann er die Trofeo Laigueglia. Nachdem er die Strade Bianche als Achter beendet hatte, wurde er bei der Katalonien-Rundfahrt, einem Etappenrennen der UCI WorldTour, Gesamtsiebter und sicherte sich so die Nachwuchswertung. Mit der Classic Grand Besançon Doubs, der Tour du Doubs und der 
Mercan’Tour Classic Alpes-Maritimes gewann er zudem drei französische Eintagsrennen, die alle mit einer Bergankunft zu Ende gingen. Bei der Tour de France 2024 konnte er seine Stärke am Berg jedoch nicht in vordere Platzierungen umsetzen.
Nach insgesamt drei Jahren bei Groupama-FDJ wechselte Martinez zur Saison 2025 zum Team Bahrain Victorious, das in ihm einen potentiellen Siegkandidaten bei einer Grand Tour sieht. Im Frühjahr gewann er als Gesamtdritter die Nachwuchswertung der Tour des Alpes-Maritimes. Im Anschluss gewann er eine kleine Bergankunft der Fernfahrt Paris–Nizza und feierte so seinen ersten Erfolg in der UCI WorldTour. Im Mai setzte er sich bei der Bergankunft der Tour de Romandie in Thyon 2000 durch. In der Gesamtwertung musste er sich als bester Nachwuchsfahrer nur dem Portugiesen João Almeida geschlagen geben, der den Rundfahrtsieg im Abschlusszeitfahren fixierte. Beim Critérium du Dauphiné konnte er zunächst nicht überzeugen, gewann jedoch den abschließenden Abschnitt auf dem Mont Cenis, womit er erneut einen Tageserfolg in der UCI WorldTour verbuchen konnte.

## Familie
Lenny Martinez ist der Sohn von Miguel Martinez, Enkel von Mariano Martínez und Neffe von Yannick Martinez, die ebenfalls Radrennfahrer sind oder waren.

## Erfolge
2021
- Gesamtwertung und eine Etappe Giro della Lunigiana
- eine Etappe Ain Bugey Valromey Tour
- Junioren-Europameisterschaften – Straßenrennen

2022
- Bergwertung und Nachwuchswertung Giro d’Italia Giovani Under 23
- Gesamtwertung und Nachwuchswertung Giro della Valle d’Aosta
- zwei Etappen und Bergwertung Ronde de l’Isard

2023
- Mont Ventoux Dénivelé Challenge

2024
- Classic Var
- Nachwuchswertung Gran Camiño
- Trofeo Laigueglia
- Nachwuchswertung Katalonien-Rundfahrt
- Classic Grand Besançon Doubs
- Tour du Doubs
- Mercan’Tour Classic Alpes-Maritimes

2025
- Nachwuchswertung Tour des Alpes-Maritimes
- eine Etappe Paris–Nizza
- eine Etappe und Nachwuchswertung Tour de Romandie
- eine Etappe Critérium du Dauphiné

## Grand Tour-Platzierungen
| Grand Tour            | 2023 | 2024 | 2025 |
| --------------------- | ---- | ---- | ---- |
| Giro d’ItaliaGiro     | –    | –    | –    |
| Tour de FranceTour    | –    | 124  | 79   |
| Vuelta a EspañaVuelta | 24   | –    |      |